# Křelovice (kraj pilzneński)
Křelovice – miejscowość i gmina (obec) w Czechach, w kraju pilzneńskim, w powiecie Pilzno Północ. W 2022 roku liczyła 244 mieszkańców.